# Pont de Pedret
El Pont de Pedret és un pont medieval sobre el riu Llobregat, dins el terme municipal de Cercs, a tres quilòmetres del nucli de Berga. El pont i els forats que hi ha a sota són dues obres incloses en l'Inventari del Patrimoni Arquitectònic de Catalunya de manera independent.
L'accés es fa des de Berga pel Passeig del Vall, al final del qual en direcció al cementiri, hi ha una pista ara asfaltada, que hi mena. Un camí més ràpid que no obliga a travessar Berga és el que arriba a Pedret per la carretera de Manresa a Berga en direcció Guardiola de Berguedà. Passant per la variant de Berga, cal agafar l'entrada "Berga Centre" i seguir el camí que passa per davant l'institut Guillem de Berguedà i porta a la pista senyalitzada que va fins a Pedret. Seguint la pista, al cap de 3 quilòmetres, s'arriba al pont medieval de Pedret.

## Descripció
Pont de pedra format per un gran arc apuntat central i altres tres, dos a la dreta i un a l'esquerra, de petits i de mig punt, un xic irregulars i rebaixats. És un element típic d'exemple de pont en esquena d'ase. S'eleva considerablement per sobre d'un estret obert sobre una plataforma rocosa on s'engorja el riu. Té una barana i un paviment de pedra. En un paisatge clàssic de vora riu, en despoblat, condicionat per la carretera que hi duu, refeta i asfaltada, i pel traçat de la via del carrilet, avui desaparegut. És l'únic pont per accedir a l'església de Sant Quirze de Pedret.

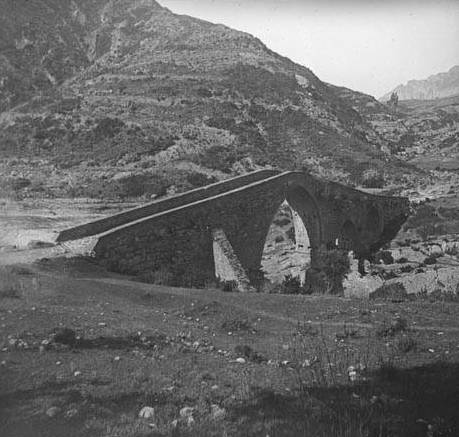
El pont de Pedret en una imatge dels voltants de 1890

### Forats a la roca sota el pont
Sota el pont gòtic de Pedret hi ha una gran quantitat de forats que corresponen a diferents construccions medievals. Una primera sèrie de trenta forats col·locats paral·lelament i que travessen el riu a banda i banda. Podrien ser els orificis on s'encaixaven les bigues que sostenien un pont de fusta construït en època romànica. Una mica més apartats d'aquest primer grup clarament diferenciat, trobem una altra sèrie de 12, 51 i 22 forats més que semblen correspondre a una reclosa d'un molí medieval de finals del segle x o començaments del segle xi. Es feien servir per encabir-hi les bigues d'una rústega resclosa de fusta. Prop d'aquests forats hi ha restes del que deuria haver estat una canalització o rec. En aquest lloc hi havia un molí fariner al segle xvii i XVIII del que avui no en queden restes perquè les successives obres del ferrocarril les han destruït.
El seu origen és medieval, formaven part la major part dels fonaments de construccions, avui desaparegudes. Degut al caràcter segurament popular d'aquestes construccions, no tenim massa notícies històriques que ens en parlin.

## Història
L'alou de Pedret és documentat des de l'any 983 com una de les propietats del monestir de Sant Llorenç prop Bagà. L'any 1168 es va identificar amb l'actual església de Sant Quirze de Pedret, a precs de Bertran d'Avià. La família Avià, aleshores residents a Berga devien protegir el lloc car l'any 1286 Ramon d'Avià deixà en el seu testament sis diners per l'obra del pont de Pedret. ("et operi pontis de Pedreto. VI. denarios"). Gràcies a aquesta notícia s'ha pogut datar el pont.
Es creu que les parts més antigues del pont poden correspondre al segle xiii, coincidint amb el primer esment del monument a les fonts antigues. A més, s'observen reformes importants probablement fetes a la centúria següent, i d'altres en època moderna, potser del segle xvii. La intervenció arqueològica no afecta la caixa del pont sinó que es limita a la neteja de l'entorn immediat i a l'excavació aigües avall dels sediments de terres que podien haver quedat estratificades, com també als dos caps del pont on s'hi han acumulat terres.